# Gare de Ribeauvillé-Ville
Ne doit pas être confondu avec Gare de Ribeauvillé.
La gare de Ribeauvillé-Ville était une gare ferroviaire française de la ligne de Ribeauvillé-gare à Ribeauvillé-Ville, située à proximité du centre-ville de Ribeauvillé, dans le département du Haut-Rhin, en région Grand Est.
Elle est mise en service en 1879 et fermée en 1938, puis détruite.

## Situation ferroviaire
Établie à environ 225 mètres d'altitude, la gare de Ribeauvillé-Ville constituait l'aboutissement de la ligne de Ribeauvillé-Gare à Ribeauvillé-Ville. La gare de Ribeauvillé, située sur le territoire de la commune de Guémar, sur la ligne de Strasbourg-Ville à Saint-Louis étant la gare d'origine.

## Histoire
La gare de Ribeauvillé-Ville est mise en service le 24 juillet 1879 lors de l'ouverture à l'exploitation du Tramway de Ribeauvillé, qui est un chemin de fer à voie métrique dont la voie unique est placée en accotement de la route depuis la gare de Ribeauvillé. Elle comporte une gare voyageurs, une gare aux marchandises, des remises et des ateliers.
En 1894, la voie métrique est remplacée par une voie normale.
En 1938, la gare et la ligne sont fermées.
Aujourd'hui la gare routière de Ribeauvillé se trouve à l'emplacement de l'ancienne gare.

## Service des voyageurs
Gare fermée et détruite comme la ligne.